# فرودگاه تسالیت
فرودگاه تسالیت (به انگلیسی: Tessalit Airport) یک فرودگاه است . این فرودگاه در کشور مالی قرار دارد .